# Ząbrówka
Ząbrówka – strumień w woj. zachodniopomorskim, w powiecie świdwińskim; prawobrzeżny dopływ rzeki Mołstowy.
Ząbrówka bierze swe źródła na obszarze pomiędzy wsiami Powalice a Słowieńsko, w gminie Sławoborze, na pograniczu Równiny Gryfickiej i Równiny Nowogardzkiej. Biegnie w kierunku południowo-zachodnim mijając wieś Ząbrowo, a następnie uchodzi do Mołstowy od jej prawego brzegu.
Do 1945 roku strumień posiadał niemiecką nazwę Pigge-Bach. Nazwę Ząbrówka wprowadzono urzędowo w 1950 roku.